# Finnerånger
Finnerånger är en bebyggelse i Västlands socken, Tierps kommun, Uppsala län, strax söder om Karlholmsbruk. SCB har här mellan 1990 och 2020 avgränsat en småort.

## Historia
Finnerånger omtalas första gången 1409 ('Finneranger'). Finnerånger fungerade därefter under 1400- och början av 1500-talet som sätesgård för i turordning Björn Pedersson (björnram), Johan Olofsson, Mickel Eriksson (växt) och hans änka Elin. Den såldes därefter av deras dotter Margareta Mickelsdotter (växt) till Gustav Vasa. Under 1500-talet omfattar byn förutom sätesgården även 4 mantal skatte.